# Csonkamindszent
Csonkamindszent es un pueblo ubicado en el distrito de Szentlőrinc, en el condado de Baranya, Hungría.

## Superficie
Posee una superficie de 5,530 kilómetros cuadrados.

## Demografía
Hasta 2019 la población era de 142 habitantes, con una densidad de población de 25,68 habitantes por kilómetro cuadrado.